# Arabes du Nord
 (janvier 2018).
Si vous disposez d'ouvrages ou d'articles de référence ou si vous connaissez des sites web de qualité traitant du thème abordé ici, merci de compléter l'article en donnant les références utiles à sa vérifiabilité et en les liant à la section « Notes et références ».

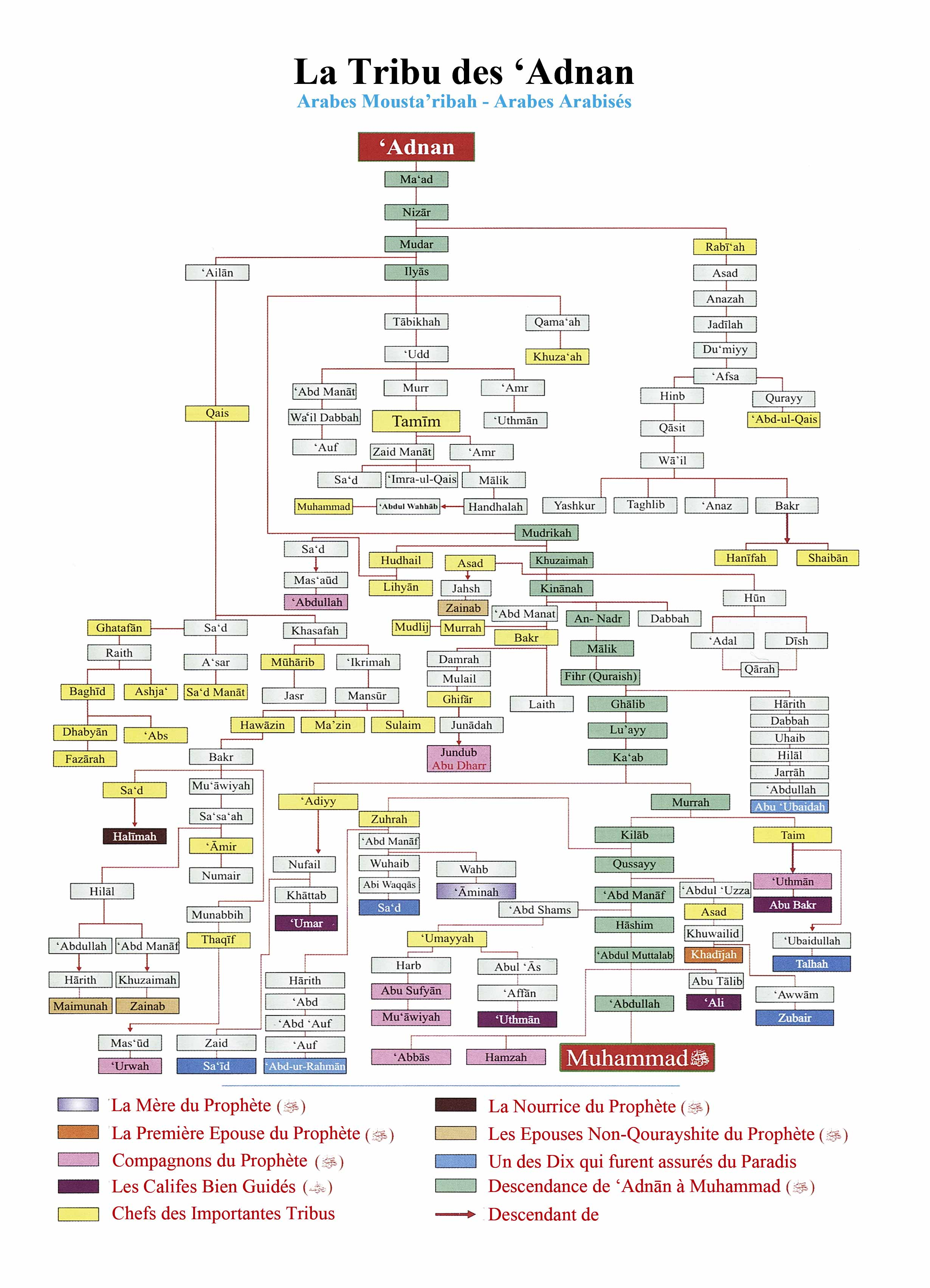
Arabes du Nord : descendance de Adnan

Les Arabes du nord (mousta'ribah ou al-Adnani), sont les Arabes qui se réclamaient de la descendance d'Adnan et par lui d'Ismaël fils d'Abraham et qui occupaient le Nord de l'Arabie, le Hedjaz et al-Yamama. Ils entretenaient une rivalité avec les « Arabes du sud » (al Arab al Aribah) qui se revendiquaient être les descendants de Qahtan, et par lui du prophète Houd, et affirmaient être les représentants des Arabes de « pure souche ».
C'est au sein de ce groupe ethnique que naquit Fihr ibn Malik surnommé Quraych (en arabe : قريش Qurayš, qui signifie littéralement « petit requin »). Selon les sources arabes traditionnelles, Fihr a mené les guerriers de Kinana et Khuzayma dans la défense de la Kaaba (qui était alors un sanctuaire païen majeur à La Mecque et un lieu de pèlerinage préislamique), contre les tribus du Yémen (appartenant au groupe des Arabes du sud). Cependant, le sanctuaire et les privilèges qui y sont associés continuent d'être entre les mains de la tribu yéménite Khuza'a.
Six générations après Fihr, Qusay ibn Kilab (قصي بن كلاب), parvient à fédérer ses parents (qui vivaient alors dans des groupes nomades dispersés parmi leurs cousins Kinana) et à prendre à la tribu yéménite des Khuza'a - grâce à une alliance matrimoniale selon la tradition - le contrôle de La Mecque, de ses puits et de la Kaaba. Sa tribu sera alors dénommée Quraych en référence au surnom de Fihr ibn Malik.